# Igor Amosow
Igor Aleksandrowicz Amosow ros.: Игорь Александрович Амосов (ur. 2 maja 1922 w Petersburgu, zm. 14 marca 2008) – radziecki wojskowy, wywiadowca, dyplomata, historyk.

## Życiorys
Od 1939 pełnił służbę w radzieckiej Marynarce Wojennej. Od lipca 1939 do marca 1943 studiował w Wyższej Szkole Marynarki Wojennej im. Frunzego, a od października 1947 do sierpnia 1951 – w Wojskowej Akademii Dyplomatycznej. Posiadł znajomość języków angielskiego, francuskiego, niemieckiego, hiszpańskiego i polskiego.
Uczestniczył w działaniach wojennych we Flocie Czarnomorskiej jako dowódca działu nawigacyjnego trałowca bazowego „Iskatiel” (od kwietnia 1943 do grudnia 1944), nawigator dywizjonu dozorowców i trałowców (od grudnia 1944 do kwietnia 1945) i flagowy nawigator 1 Brygady Trałowania Krymskiego MOR (od października 1945 do października 1947).
Od listopada 1953 do kwietnia 1954 był zastępcą radzieckiego attaché morskiego w poselstwie ZSRR w USA. Brał tam udział w operacjach wywiadowczych, w trakcie których został zdekonspirowany przez FBI i zmuszony do wyjazdu z USA.
Od kwietnia 1954 był doradcą wojskowym szefa Oddziału II Sztabu Głównego polskiej Marynarki Wojennej. W listopadzie 1956 wyjechał do ZSRR, gdzie do grudnia 1957 był wykładowcą Wojskowej Akademii Dyplomatycznej, po czym powrócił do Polski jako - oficjalnie - przedstawiciel Sztabu Generalnego Sił Zbrojnych ZSRR przy Sztabie Generalnym Wojska Polskiego (faktycznie - oficer łącznikowy GRU); na tym stanowisku pozostawał do października 1960.
Następnie do listopada 1966 był starszym oficerem, zastępcą szefa i szefem grupy GRU Sztabu Generalnego SZ ZSRR, po czym wyjechał na Kubę, gdzie do listopada 1971 pełnił funkcję attaché wojskowego, lotniczego i morskiego w poselstwie ZSRR na Kubie.
11 kwietnia 1962 został awansowany do stopnia komandora.
Ponownie skierowany do GRU w Sztabie Generalnym SZ ZSRR był szefem 2 Zarządu (do marca 1974). Powrócił do służby dyplomatycznej jako attaché wojskowy, lotniczy i morski w poselstwie ZSRR w Algierii - na placówce przebywał do grudnia 1978. Do czerwca 1979 pozostawał do dyspozycji GRU Sztabu Generalnego SZ ZSRR, po czym został zwolniony do rezerwy.
Od sierpnia 1979 był starszym współpracownikiem naukowym Instytutu Historii Wojskowości Ministerstwa Obrony ZSRR, sekretarzem Rosyjskiej Komisji Historii Wojskowości, członkiem międzynarodowego komitetu wojskowo-historycznej bibliografii; był profesorem Rosyjskiej Akademii Nauk Przyrodniczych.

## Odznaczenia
- Order Czerwonego Sztandaru (1945)
- Order Wojny Ojczyźnianej I stopnia (1944)
- dwukrotnie Order Wojny Ojczyźnianej II stopnia (1946, 1985)
- dwukrotnie Order Czerwonej Gwiazdy (1939, 1972)
- Order „Za Służbę Ojczyźnie w Siłach Zbrojnych ZSRR” III stopnia
- Krzyż Oficerski Orderu Odrodzenia Polski (1961).